# Corbera d’Ebre
Corbera d’Ebre település Spanyolországban, Tarragona tartományban. Corbera d’Ebre La Fatarella, Móra d’Ebre, Benissanet, Gandesa és Vilalba dels Arcs községekkel határos. Lakosainak száma 1019 fő (2024).

## Népesség
A település népessége az elmúlt években az alábbi módon változott:
| Lakosok száma | 323  | 2256 | 1406 | 1385 | 1136 | 1117 | 1171 | 1136 | 1016 | 1019 |
|               | 1717 | 1900 | 1940 | 1960 | 1986 | 2005 | 2010 | 2014 | 2019 | 2024 |